# باشگاه فوتبال دم
باشگاه فوتبال دم (انگلیسی: CF Damm) یک باشگاه فوتبال اسپانیایی است که در بارسلون، در جامعه خودمختار کاتالونیا مستقر است. این باشگاه در سال ۱۹۵۴ بنیان‌گذاری شد و به فوتبال پایه اختصاص دارد.
تیم خوانویل آی آن‌ها در گروه سوم دسته افتخاری جوانان فوتبال بازی می‌کند. این باشگاه عمدتاً به دلیل ساختار موفق پایه‌اش شناخته می‌شود، که به بازیکنان کمک می‌کند رشد کنند و به دیگر باشگاه‌های بزرگسال در منطقه، نظیر باشگاه فوتبال بارسلونا اتلتیک بپیوندند.